# Novoarchanhelský rajón
Novoarchanhelský rajón (ukrajinsky Новоархангельський район) byl rajón v Kirovohradské oblasti na Ukrajině. Hlavním městem byl Novoarchanhelsk a rajón měl přibližně 24 tisíc obyvatel. 

## Sídla v rajónu
- Novoarchanhelsk